# محطة الطاقة الشمسية بجامعة كينياتا
محطة الطاقة الشمسية بجامعة كينياتا هي محطة طاقة شمسية باستطاعة 10 مجو (13,000 حصان) قيد الإنشاء في كينيا. تقع في الحرم الجامعي الرئيسي لجامعة كينياتا، وتُّعد واحدة من أبرز مشروعات الطاقة المتجددة على مستوى الجامعات في إفريقيا.

## الموقع
تقع المحطةفي جامعة كينياتا الواقعة على طول طريق ثيكا السريع، على بُعد حوالي 19 كيلومتر (12 ميل)، بالطريق البري، شمال شرق منطقة الأعمال المركزية في مدينة نيروبي، عاصمة كينيا وأكبر مدنها. الإحداثيات الجغرافية لمحطة الطاقة هي: 1°10'48.0"S، 36°55'18.0"E (خط العرض: -1.180000؛ خط الطول: 36.921667).

## الملخص
تبلغ القدرة المخطط لها لمحطة الطاقة، عند اكتمالها، 10 ميجاواط (13,000 حصان)من المتوقع أن تستهلك الجامعة الطاقة المولدة، بينما يُباع الباقي لشركة كينيا للطاقة والإضاءة لدمجها في شبكة الكهرباء الوطنية. المرحلة الأولى، التي تضم  كيلوواط، الذي تم تشغيله في ديسمبر 2017، يشغل مساحة 3 أكر (1 ها).

## الجدول الزمني للبناء والتكاليف والتمويل
المرحلة الأولى من محطة الطاقة هي 100 كيلوواط (134 حصان)، وبلغت تكلفة بنائها 17 مليون شلن كيني (ما يعادل 167 ألف دولار أمريكي تقريبًا)، ووفرت شركة أورباسولار الفرنسية لتصنيع الألواح الشمسية الألواح بدعم مالي من الحكومة الفرنسية.
بلغت ميزانية محطة الطاقة المكتملة بقدرة 10 ميجاوات 1.7 مليار شلن كيني (ما يعادل 16.7 مليون دولار أمريكي تقريبًا).